# جامع بايزيد الأول
جامع ييلدرم بايزيد أو جامع ييلدرم أو جامع بايزيد الأول (بالتركية: Yıldırım Camii أو Yıldırım Bayezid Camii)‏ هو مسجد تاريخي يوجد في مدينة بورصة، بتركيا على تل مرتفع كبير ، وهو جزء من مجمع كبير (بالتركية: külliye)‏ بناه السلطان العثماني بايزيد الأول (ييلدرم بايزيد – بايزيد الصاعقة) بين 1391-1395م. الجامع مبني على مُخطط «نمط بورصة» المعماري  وهو جزء من مجموعة أبنية خدمية تُسمّى «كُليّة» بالتركية، وهو يقع في ضاحية «ييلدرم» بمدينة بورصة التي كانت عاصمة العثمانيين وقت إتمام البناء، وسُمّيت تلك الضاحية بالمدينة على لقب السلطان بايزيد الأول. خضع الجامع لتجديدات واسعة النطاق في أعقاب زلزال بورصة 1855م.

## «نمط بورصة» أو تخطيط «T المقلوبة»

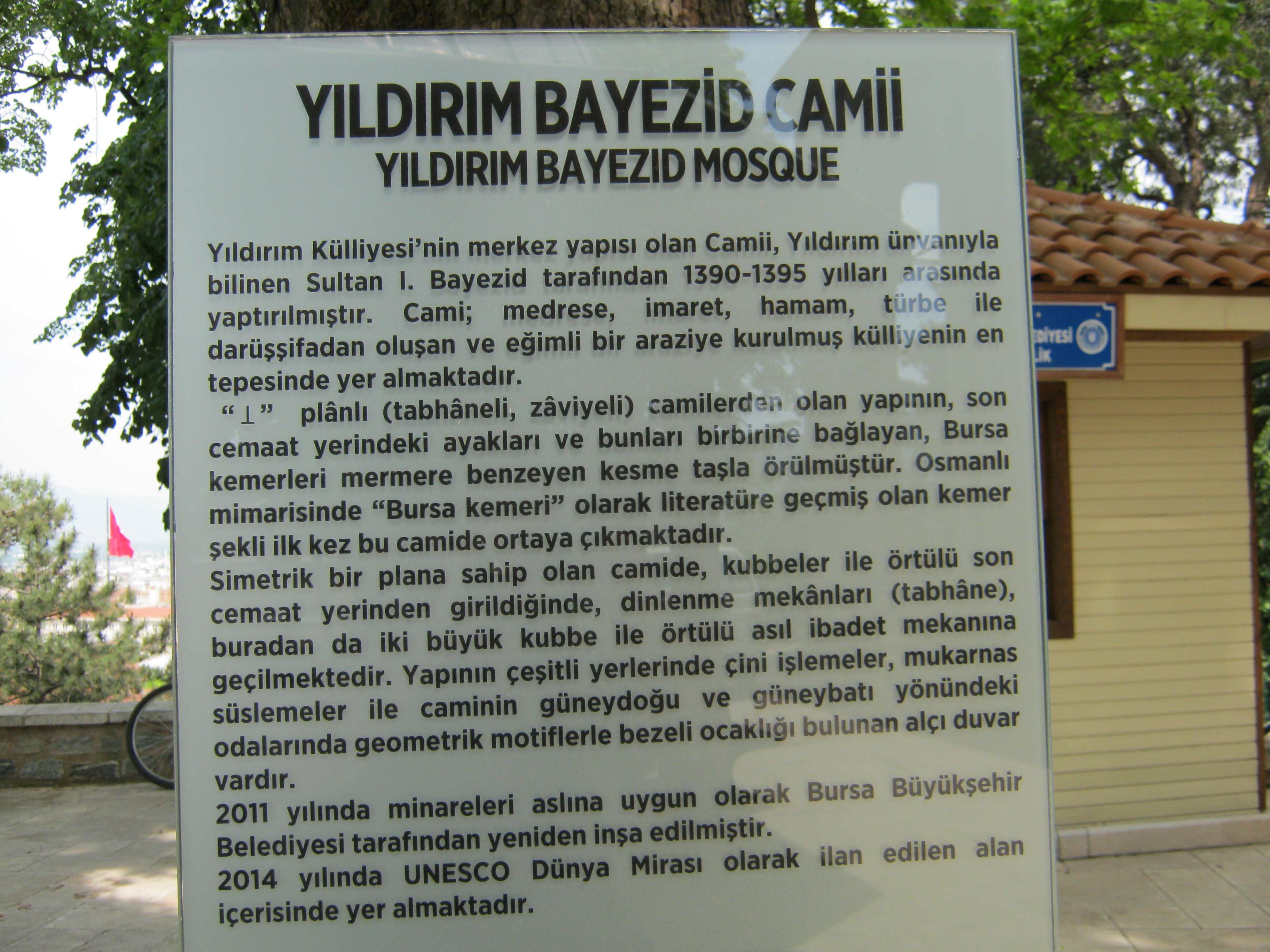
لوحة تعريفية بجامع ييلدرم بايزيد باللغة التركية.

كانت بدايات عمارة المساجد القديمة في بورصة أنها تُبنى على هيئة غرفة واحدة مربعة تعلوها قبة واحدة كبيرة تستند مباشرة على جدران المسجد الأربعة وتشمل كل المسجد وتكون غرفة الصلاة كلها محاطة بالجدران الأربعة المربّعة وسقفها هو تلك القبة. أصبح هذا المربع ذو القبة هو النموذج الأوّلي (بالإنجليزية: Archetype)‏ الذي تطور بمرور الوقت إلى ثلاث نماذج معمارية لاحقاً:
- مسجد «الوحدة الواحدة»: مربع واحد ترتكز على جدرانه قبة واحدة، وتكون قاعة الصلاة كلها تحت تلك القبة.
- مسجد «الوحدات المتعددة»: تكرار وحدة «المربع ذو القبة» عدة مرات لتشكيل مسجد كبير،[5] مثل مسجد أولو جامع الذي به عدة وحدات يعلو كل منها قبة مستندة على أركان الوحدة الأربعة سواء كانت جداراً أم عموداً.
- المسجد ذو الإيوان: وهو مُستقى من العمارة السلجوقية، والإيوان هو قاعة مسقوفة بثلاثة جدران فقط والجهة الرابعة مفتوحة تماما للهواء الطلق، وتكون هنال عدة أواوين داخل الجامع مفتوحة وتطل على ردهة الجامع وهو ما يُعرف باسم «نمط بورصة» أو تخطيط «T المقلوبة».[6]

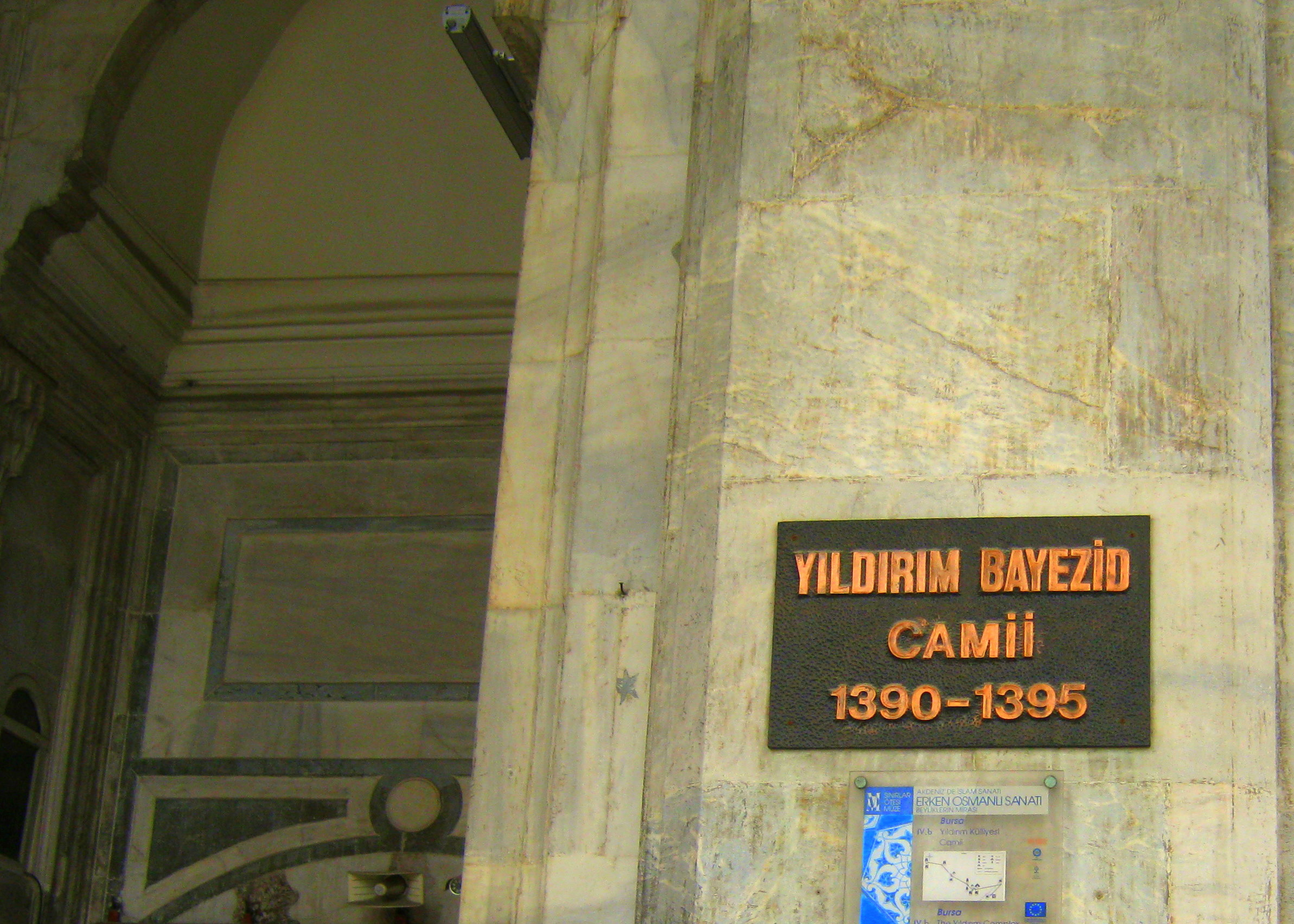
لوحة تحمل اسم الجامع وتاريخ بناءه على المدخل الخارجي.

يُمثّل التخطيط المعماري «لنمط بورصة» (بالإنجليزية: Bursa Type)‏ ويُسمّى أيضا تخطيط «T المقلوبة» (بالإنجليزية: Reverse T)‏ وأحياناَ «التخطيط المجنَّح»، العمارة العثمانية المبكرة للمساجد في بورصة، وفيه تكون هناك ردهة رئيسية بعد الدخول من باب الجامع (الردهة: غرفة كبيرة تمثل الصالة الخلفية للصلاة - Son cemaat yeri). تتوزع من الردهة عدة غرف أخرى بعد الباب عن يمين وشمال، ثم تكون هناك غرفة رئيسية للصلاة يكون بها المحراب وتكون في مقدمة الجامع بحيث تكون تلك الصالة متفردة لا يجاورها أي غرف أخرى عن يمينها أو يسارها، وهذا التخطيط يشابه حرف T.
الجامع الأخضر الذي بناه السلطان محمد الأول ابن السلطان بايزيد الأول في بورصة عام 1421م بُني على مخطط قد يصل إلى حد التطابق مع جامع بايزيد الأول، وهو أيضاً مثال على «نمط بورصة» أو تخطيط «T المقلوبة»، وكذلك جامع أورخان غازي (جدّ بايزيد الأول) وهو جامع صغير الحجم بُني عام 1339م  في بورصة.

## العمارة

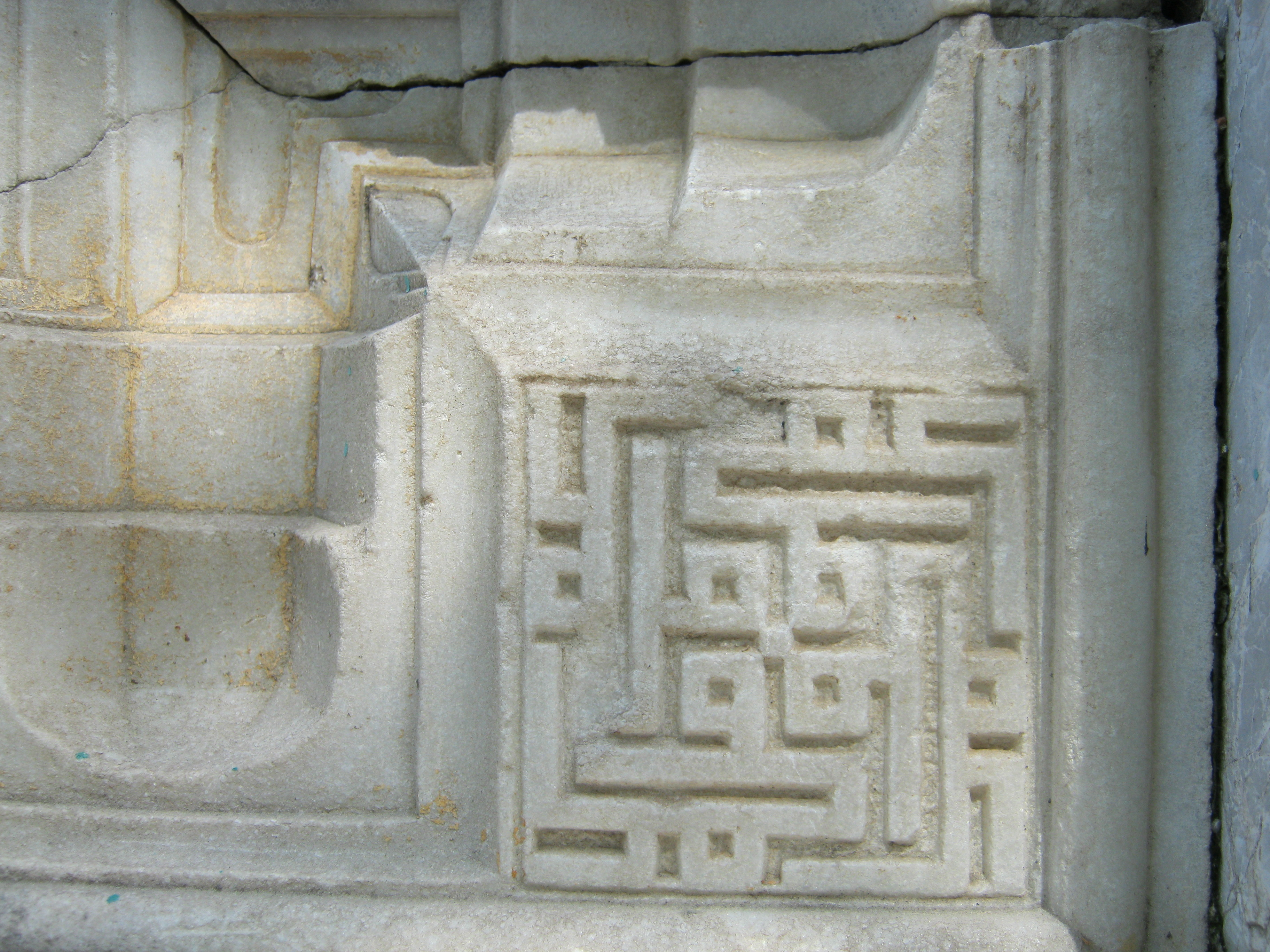
نحت على الحجر.

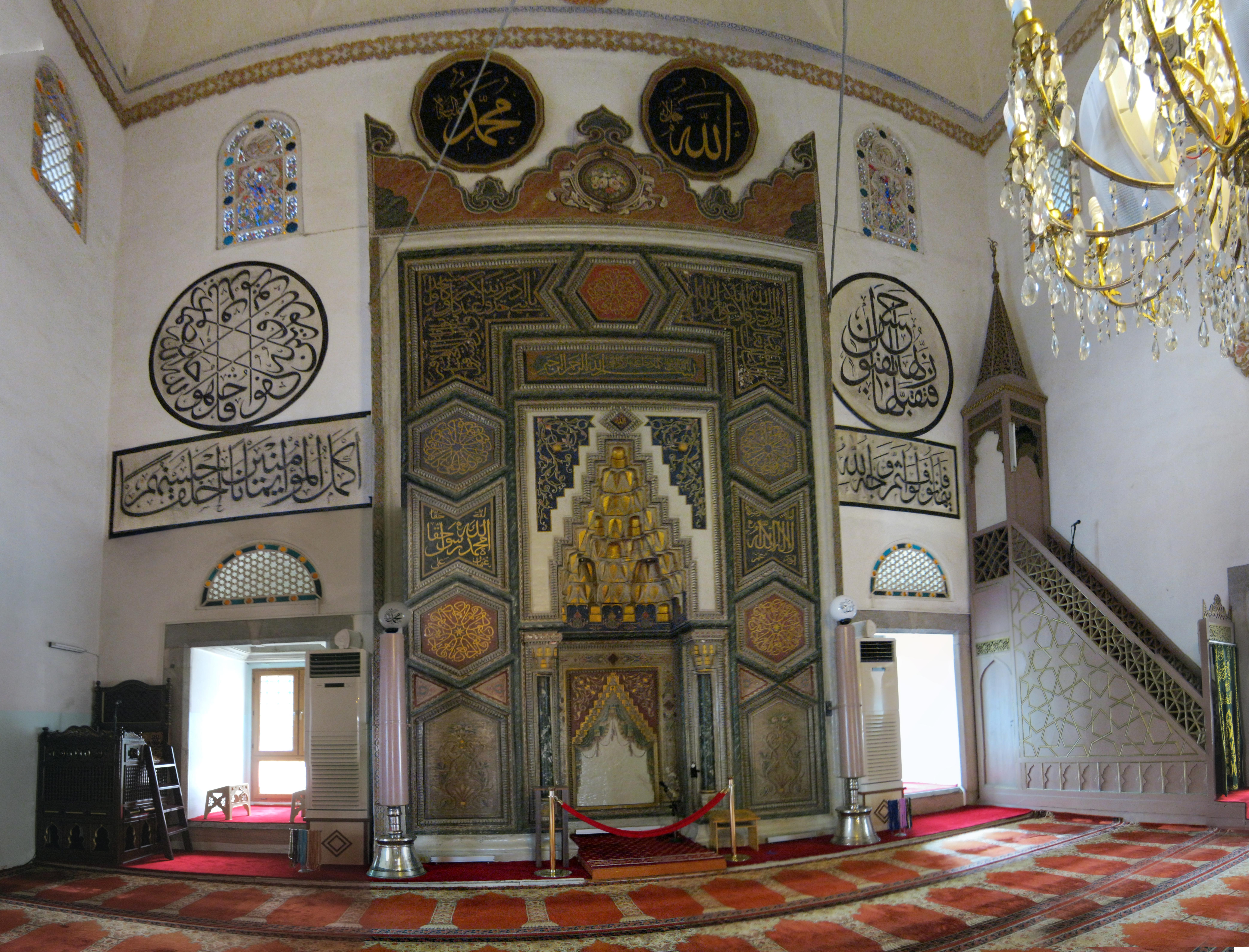
جدار القبلة وبه المحراب، والمنبر عن اليمين، و"كرسي الواعظ" في الزاوية اليسرى.

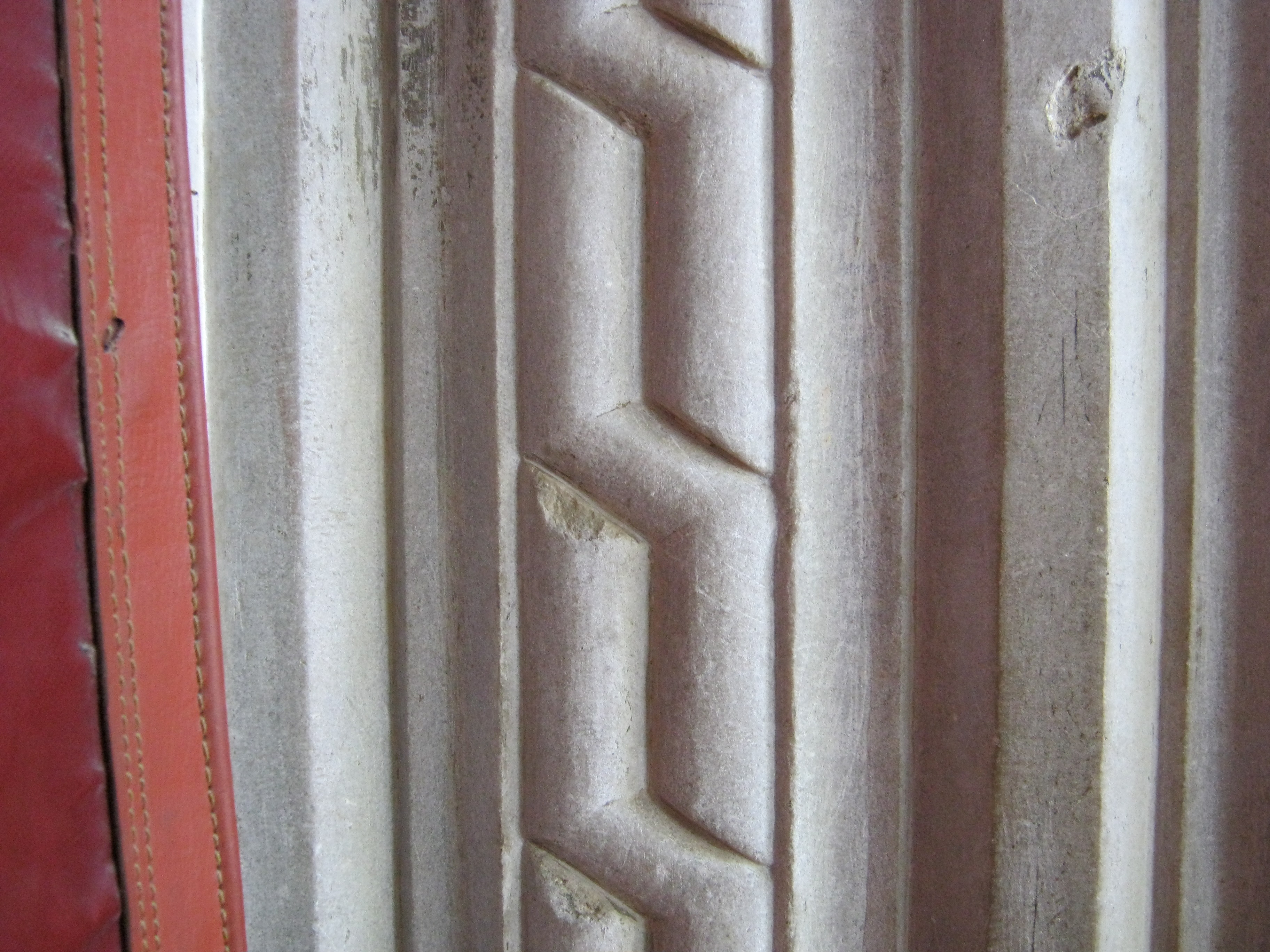
نحت على الحجر.

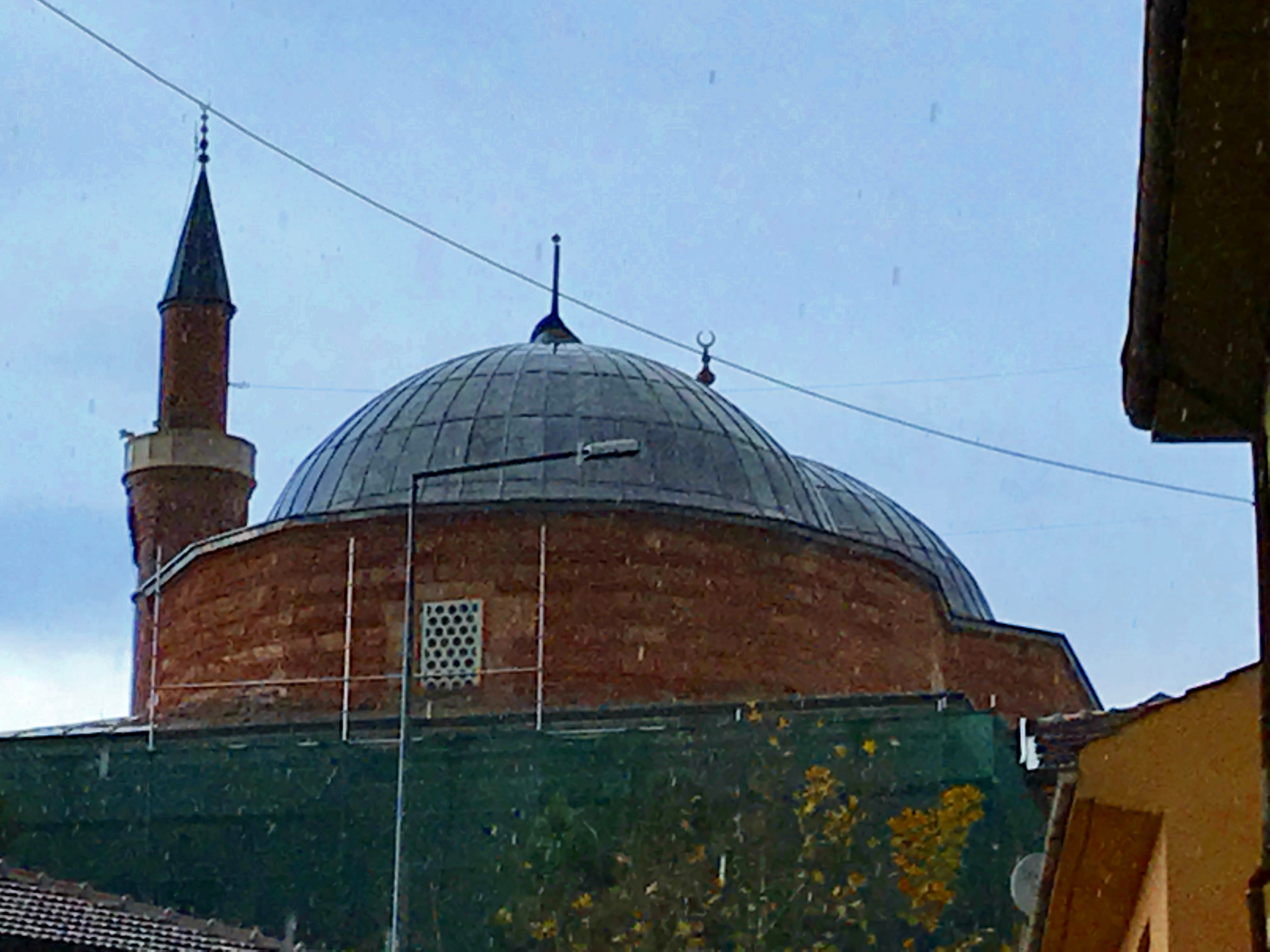
القبتان الرئيسيتان بالجامع تحت الترميم عام 2017م وتُرى بعض السقّالات، ومئذنة الجامع الغربية.

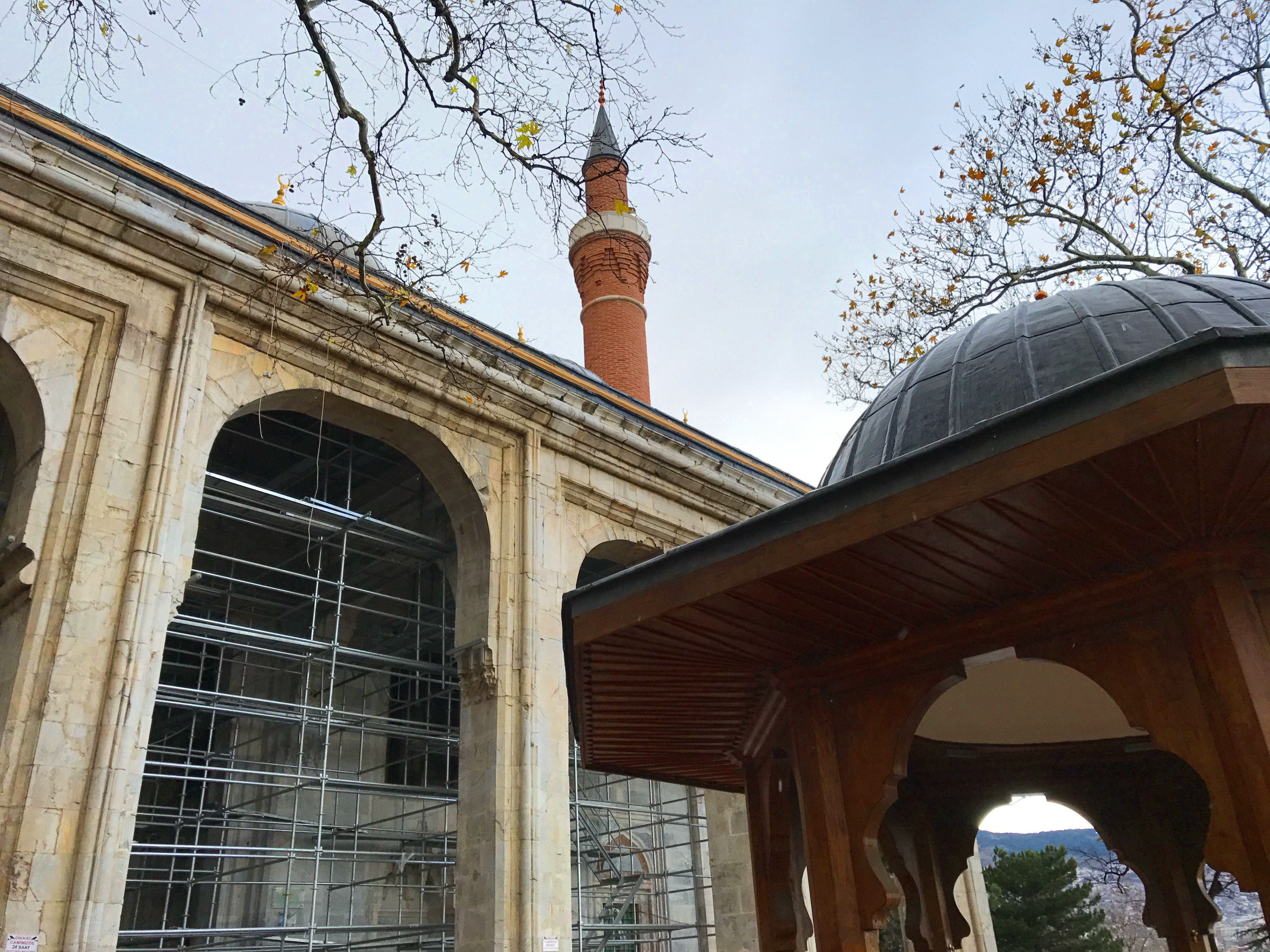
مئذنة الجامع الغربية أثناء عملية إعادة تأهيل وترميم الجامع عام 2017م، وتُرى السقّالات من داخل الرواق.

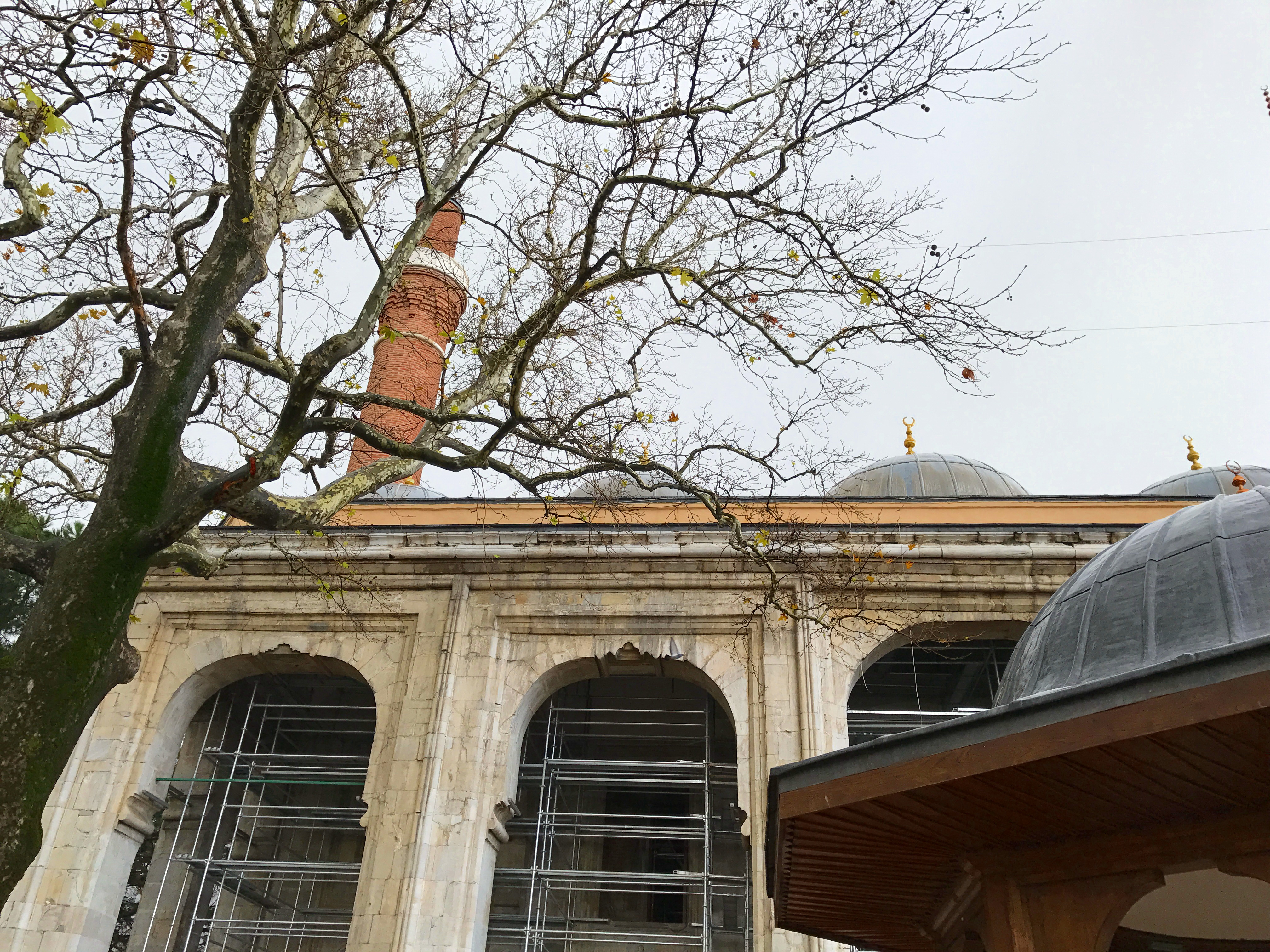
مئذنة الجامع الشرقية أثناء عملية إعادة تأهيل وترميم الجامع عام 2017م، وتُرى السقّالات من داخل الرواق.

جامع ييلدرم بايزيد هو أكثر المساجد ذات تخطيط «نمط بورصة» أو تخطيط «T المقلوبة» نضوجا معمارياً، وهو مكون من طابقين.
ما يُميز هذا الجامع عن غيره هو شغل الحجارة المقطوعة به بدقة متناهية عبر كل البناء مما يعكس تقدم فن الحفر على الحجر في ذلك العصر. 
يضم المسجد قاعة مركزية تعلوها قبة كبيرة، ويحيط بها إيوانان من الشرق ومن الغرب يعلو كل منهما قبة صغيرة، وإيوان آخر كبير في الجنوب به المحراب وعليه قبة أيضا.
هناك أربع غرف بها أماكن للمواقد وخزائن تقع في شمال وجنوب كل من الإيوانين. الغرف الجنوبية يُمكن يتم الوصول إليها مباشرة من القاعة المركزية في حين أن الغرف الشمالية يتم الوصول إليها عبر قاعات صغيرة. الغرفتان الشماليتان تحتويان أيضا على محرابين صغيرين على الجانبين ويمكن الوصول إليهما من خلال القاعات. سقف مدخل قاعة المسجد عبارة عن قبة عالية. مكان الصلاة الخلفي بالجامع مكان شبه مفتوح ويقع في الجهة الشمالية، مبني بخمسة أقسام فرعية وكل قسم فرعي تعلوه قبة.
توجد غرفتان بجانب إيوان المدخل ويمكن الدخول إليهما من خارج الجامع أيضاً. 
كل من الأواوين الثلاثة مبنية على ارتفاع ثلاث درجات أعلى من مستوى أرضية القاعة المركزية.
كان جامع ييلدرم بايزيد هو أول جامع يُنفّذ به «قوس بورصة». يقع هذا القوس المُسطّح بين القاعة المركزية والإيوان الجنوبي وهو يربط ويدعم قبتان كبيرتان.
على عكس المساجد المماثلة في مدينة بورصة، فإن جامع ييلدرم بايزيد تم بناؤه بالكامل من الحجارة الطبيعية المقطوعة بدقّة، ولم يُستخدم الطوب في أي جزء من المسجد. 
عند مدخل الجامع يوجد درج للصعود إلى الطابق الثاني، والذي به «مقصورة السلطان». 
للجامع مئذنتان على جانبي المسجد من الجهة الشمالية. انهارت المئذنتان القديمتان في زلازل 1855م، وبُنيت المئذنتان الحاليتان في عام 1963م من الخرسانة.
|  |  |

## الرواق

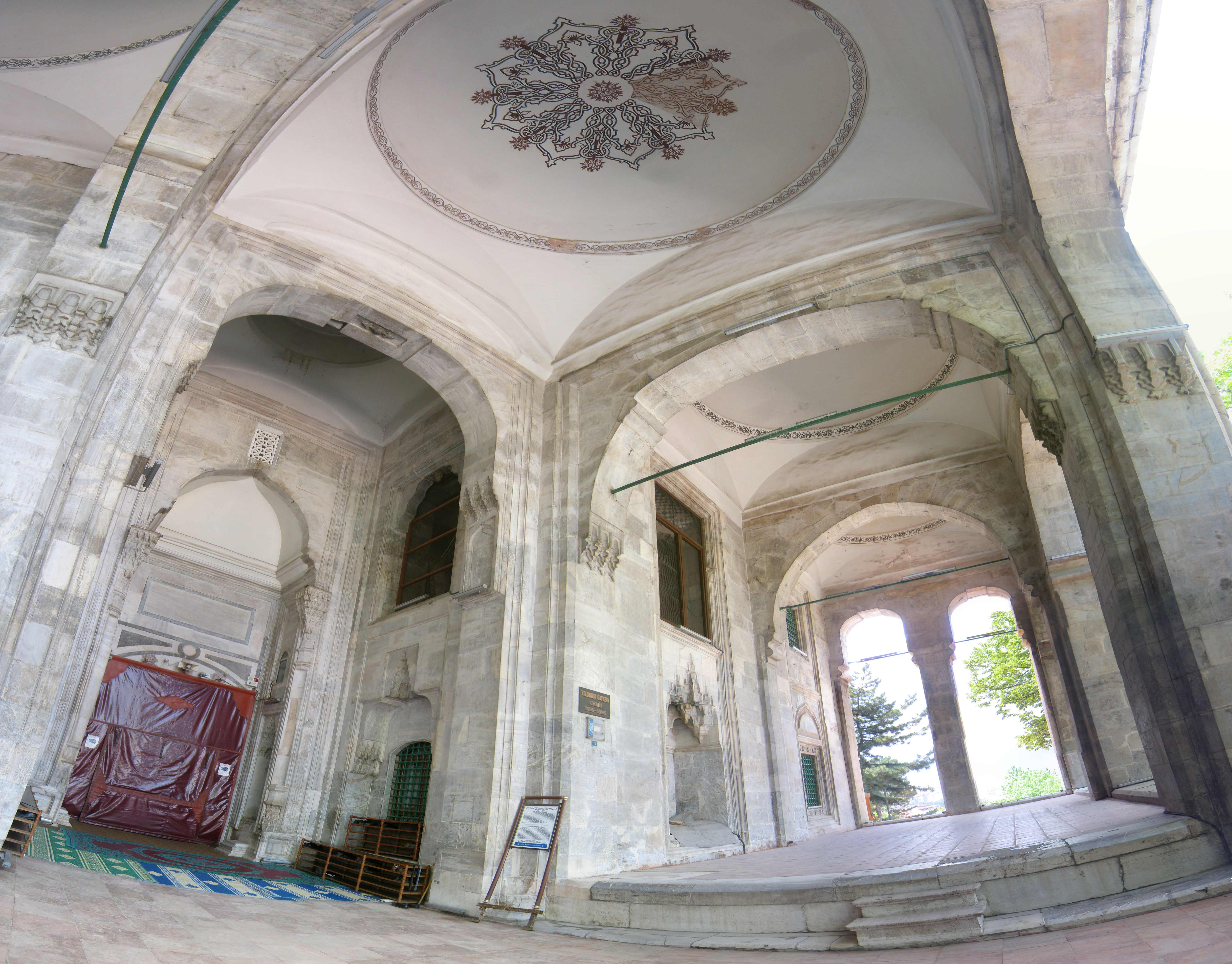
الجزء الأيمن من الرواق ظاهر بالصورة. باب الجامع علي يسار الصورة والجزء الأيمن من الرواق ظاهر بالصورة. يظهر في الصورة ثلاث قباب من أصل خمسة، منهم القبة الوسطى المقابلة لباب الجامع واثنان عن يمينه.

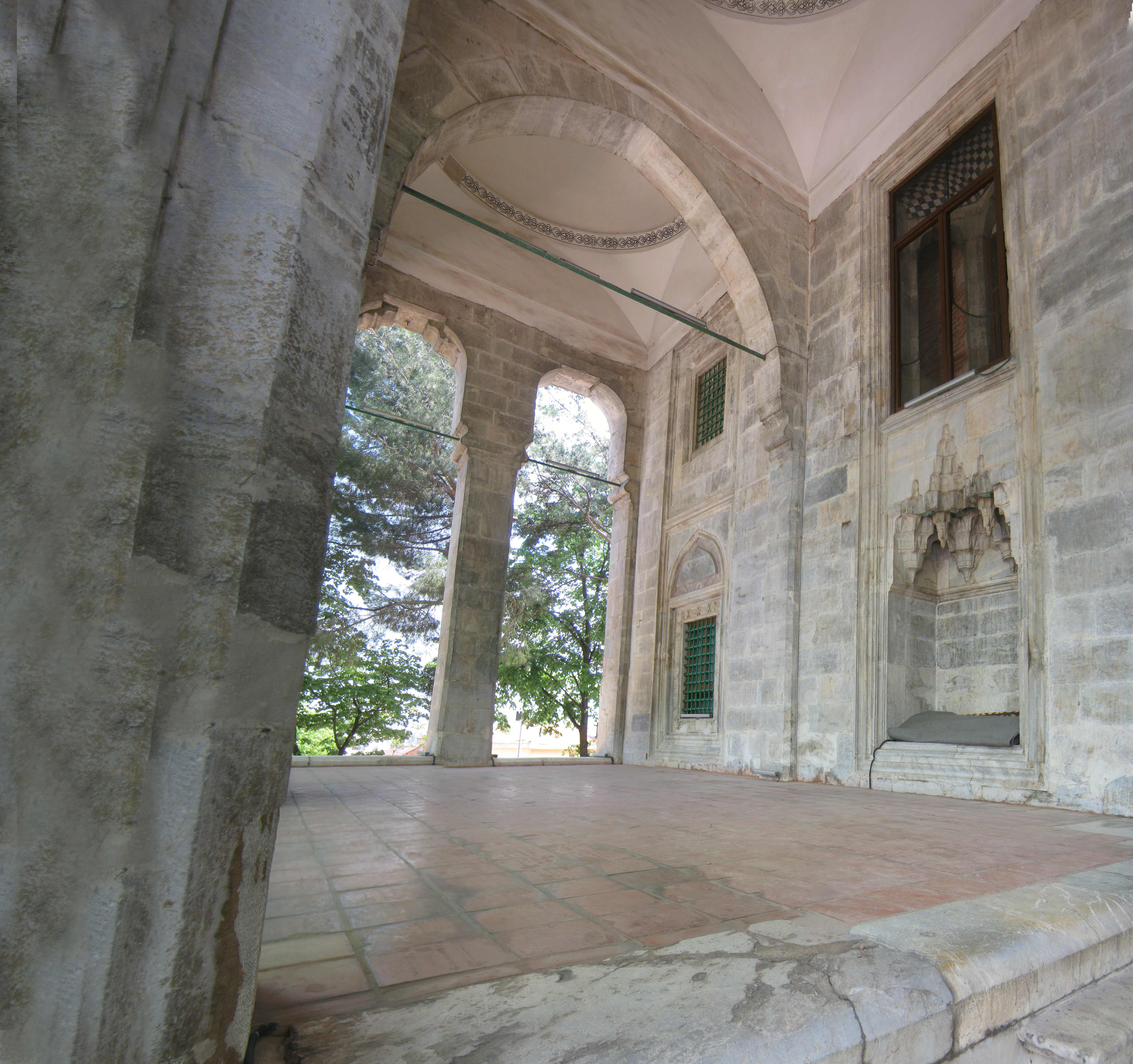
الجزء الأيسر من الرواق ظاهر بالصورة. يظهر في الصورة قبتان من أصل خمسة، والصورة مُلتقطة من أسفل القبة الوسطى المقابلة لباب الجامع.

الرواق سقف على أعمدة بدون جدران يكون عند مدخل البناء. يوجد بجامع ييلدرم بايزيد رواق يعلوه خمس قباب بعرض الجهة الشمالية للجامع حيث يوجد باب المدخل.
بنى السلطان محمد الأول الجامع الأخضر بعد ثلاثين عاماً من بناء جامع ييلدرم بايزيد الذي بناه والده السلطان بايزيد الأول، والجامعان يكادان أن يكونا متطابقين إلا في هذا الرواق الموجود فقط بجامع بايزيد الأول. إذ على الرغم من أن التصميم الأصلي للجامع الأخضر كان فيه رواق عند المدخل إلاأنه لم يُبن بسبب وفاة السلطان محمد الأول قبل الانتهاء من بناء مسجده الخاص.
بالنظر إلى رسم مخطط الجامع يمكن ملاحظة وجود رواق أسفل الرسم في مخطط «جامع بايزيد الأول» ويمثله الخمس قباب المتجاورة (خمس دوائر في أسفل الصورة). مخطط «الجامع الأخضر» يكاد أن يتطابق معه إلى حد كبير جدا ما عدا جزء الرواق الذي لا يُرى في الرسم، لأنه لم يُبن بسبب وفاة السلطان محمد الأول قبل إكمال بناء الجامع.
كلا المخططين على «نمط بورصة» (T المقلوبة).
|                      | \| \| \| \| \| مخطط "الجامع الأخضر" \| \| مخطط "جامع بايزيد الأول". \| |                           |
|                      |                                                                        |                           |
| مخطط "الجامع الأخضر" |                                                                        | مخطط "جامع بايزيد الأول". |

## الزخرفة
يوجد العديد من الأمثلة على المنحوتات الحجرية بالمسجد، بدءا من المقرنصات أعلى باب المدخل، والآيات القرآنية والخطوط العربية المنحوتة في إطارات حول النوافذ من الخارج وحول بدن الجامع الخارجي، والزخرفة الداخلية.
في الأركان توجد أعمدة مصقولة خضراء من الرخام. 
| . |

## الخط العربي

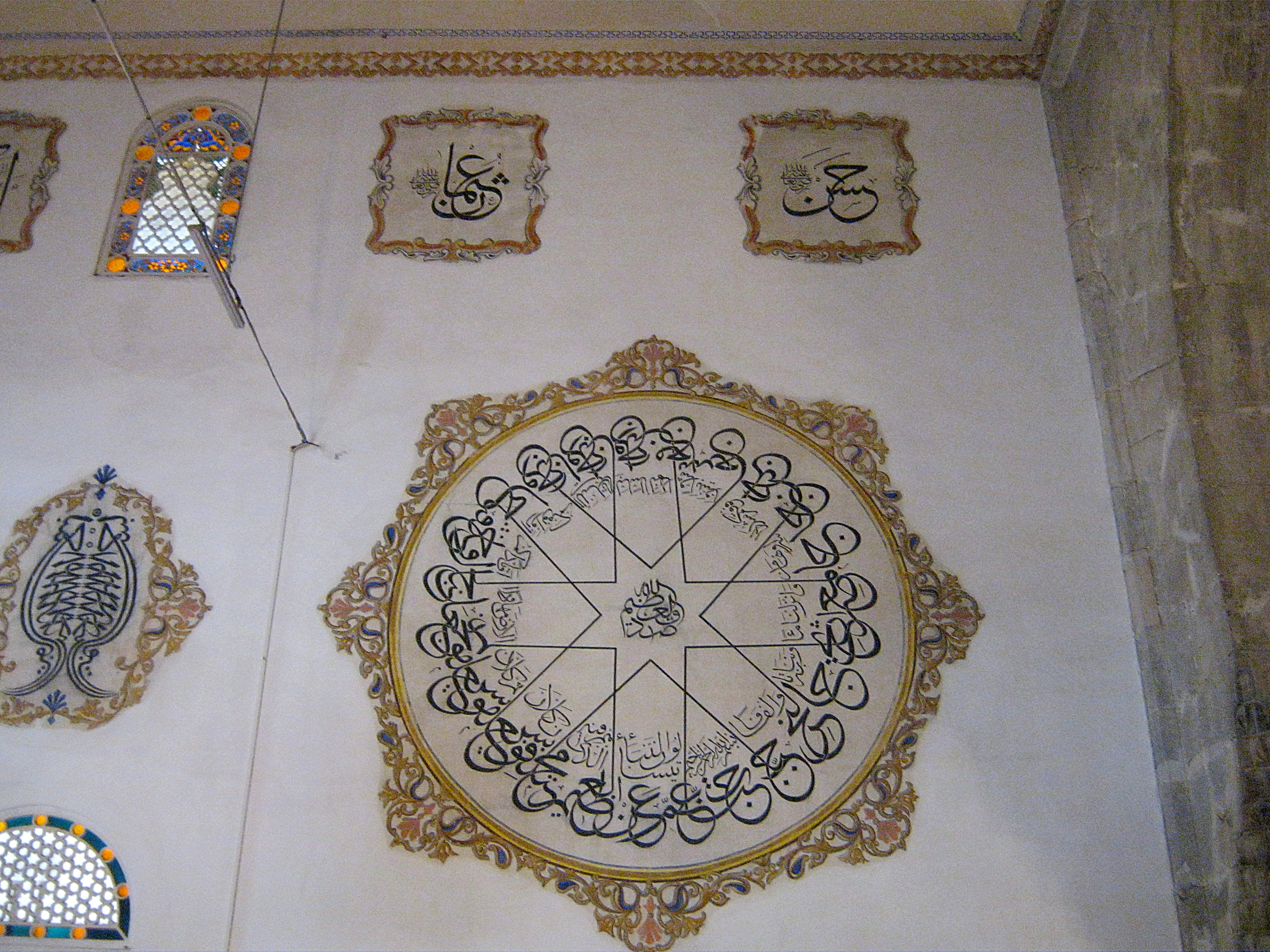
زخرفة وخط عربي من سورة النبأ بجامع بايزيد الأول (جامع ييلدرم) على شكل دائرة. هذه الكتابة نفسها موجودة بنفس التصميم بداخل الجامع الأخضر ببورصة أيضا وفي نفس الموضعين.

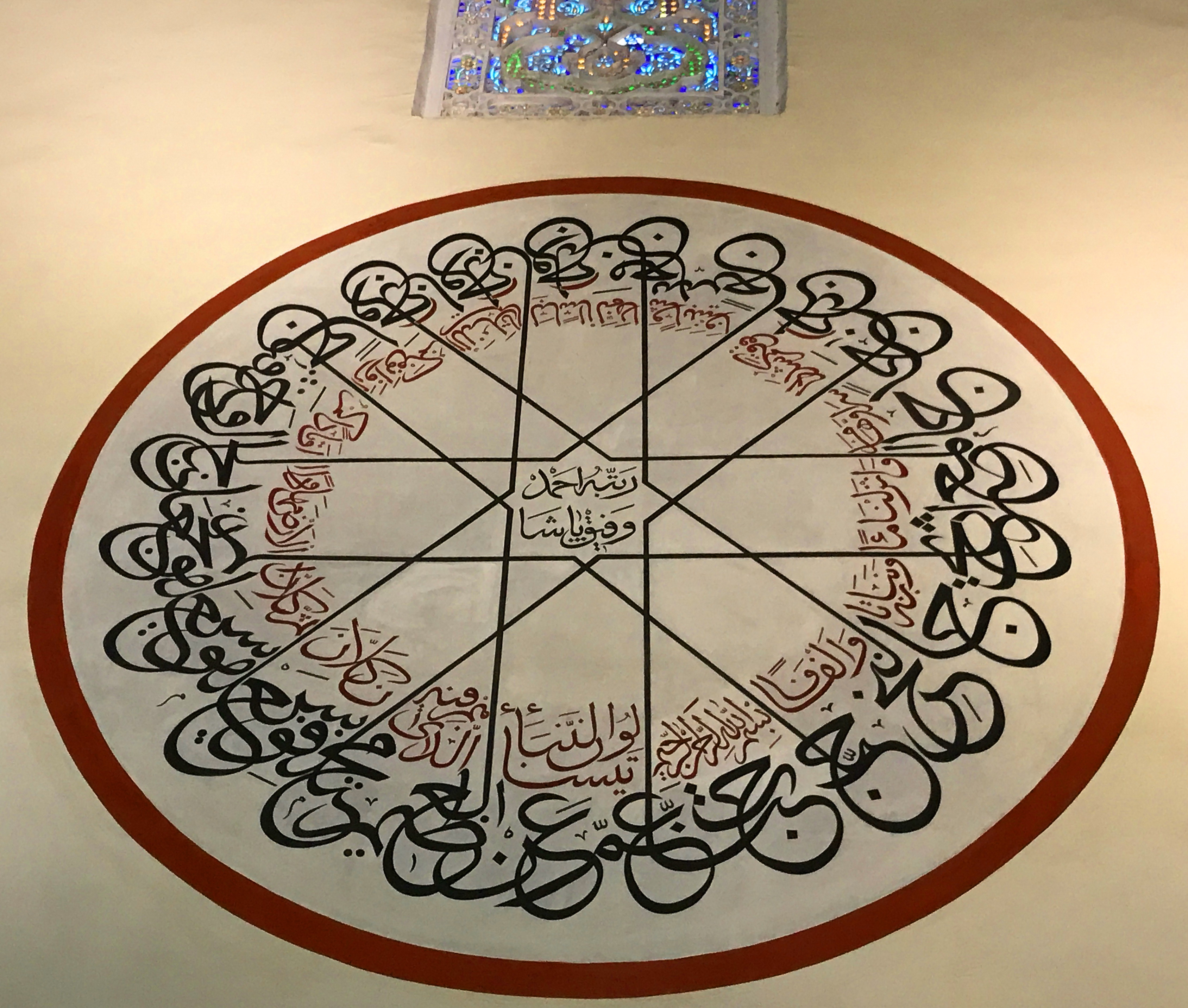
لوحة خط فنية عليها آيات من القرآن الكريم من «سورة النبأ»، مرسومة على جدار إيوان الصلاة الرئيسي بالجامع الأخضر. مكتوب في وسطها «رتبه أحمد وفيق باشا». نفس هذه اللوحة موجودة بجامع بايزيد الأول. تضرر المسجدان في زلزال 1855م، وتلك اللوحة المكررة من آثار الترميم الذي تم حينها في كلا المسجدين.

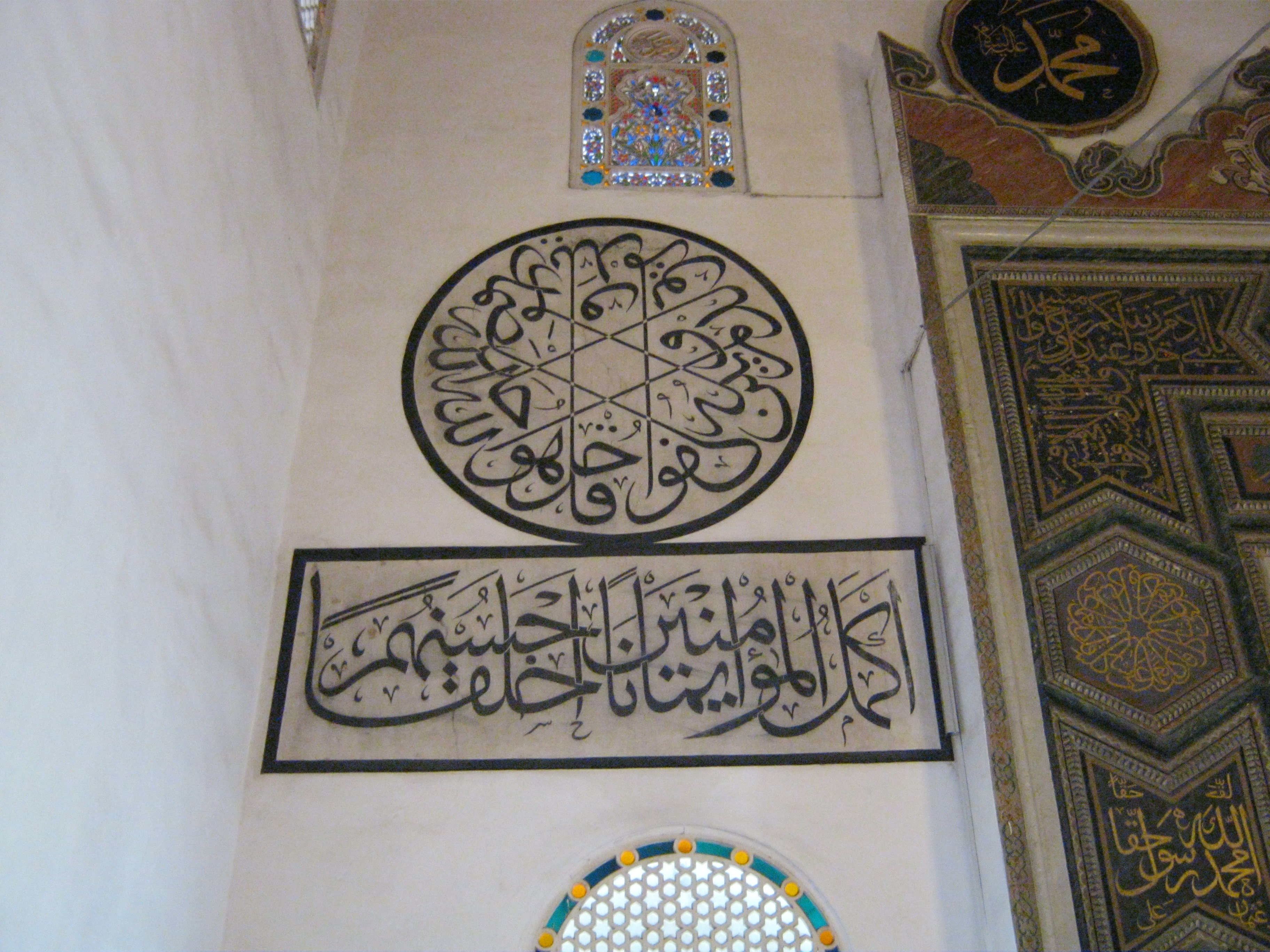
زخرفة وخط عربي من سورة الإخلاص وحديث شريف بجامع بايزيد الأول على جدار القبلة عن يسار المحراب.

توجد أعمال زخرفة ولوحات فنية عديدة بخطوط عربية على جدران المسجد.
أحد هذه اللوحات الخطية، لوحتين دائريتين متطابقتين ومتقابلتين في إيوان الصلاة الرئيسي على الجدار الشرقي والجدار الغربي، مكتوب فيهما سورة النبا على صورة دائرية بعد تقسيم الدائرة إلى عدة قطاعات دائرية بصورة فنية. تلك اللوحة موجودة أيضاَ في نفس المكانين المتقابلين في إيوان الصلاة الرئيسي على الجدارين المتقابلين بالجامع الأخضر ببورصة والذي تضرر أيضا بزلزال بورصة عام 1855م. تلك اللوحة أُضيفت أثناء الترميمات التي تلت الزلزال في حينها بالقرن التاسع عشر.
كان أحمد وفيق باشا والياً لبورصة أثناء الترميمات التي تلت زلزال 1855م ولعله هو الذي رتّب سورة النبأ على صورة دائرية، إذ أن اسمه مكتوب في الجامع الأخضر في وسط إحدى الدائرتين، وعلى الأغلب أن خطاط آخر هو الذي خطّها ورسمها له على الجدران.
تولى أحمد وفيق باشا منصب وزير التربية في الدولة العثمانية، كما تولى منصب الصدر الأعظم مرتين، ورئاسة أول برلمان عثماني سنة 1877 ، وفي سنة 1860م صار أحمد وفيق باشا سفيرًا للدولة العثمانية بباريس.

## إعادة تأهيل الجامع
بدأت «إدارة الأوقاف التركية بمنطقة بورصة» (بالتركية: Bursa Vakıflar Bölge Müdürlüğü)‏  العمل على إعادة تأهيل وترميم جامع ييلدرم بايزيد أواخر عام 2015م، في مشروع مدته ثلاث سنوات يبدء في 2016م وينتهي عام 2018م  بمشروع تديره شركة «أناليز» (ANALİZ) لتعهدات الترميمات المعمارية بتركيا.
الجامع مُغلق حتى عام 2018م ومُحاط بأسوار لسلامة الناس، وخُصص مبنى صغير خشبي خارجه للصلاة والدروس الدينية خارجه عن يمين إيوان الصلاة الرئيسي.
|  |  |  |

## معرض الصور

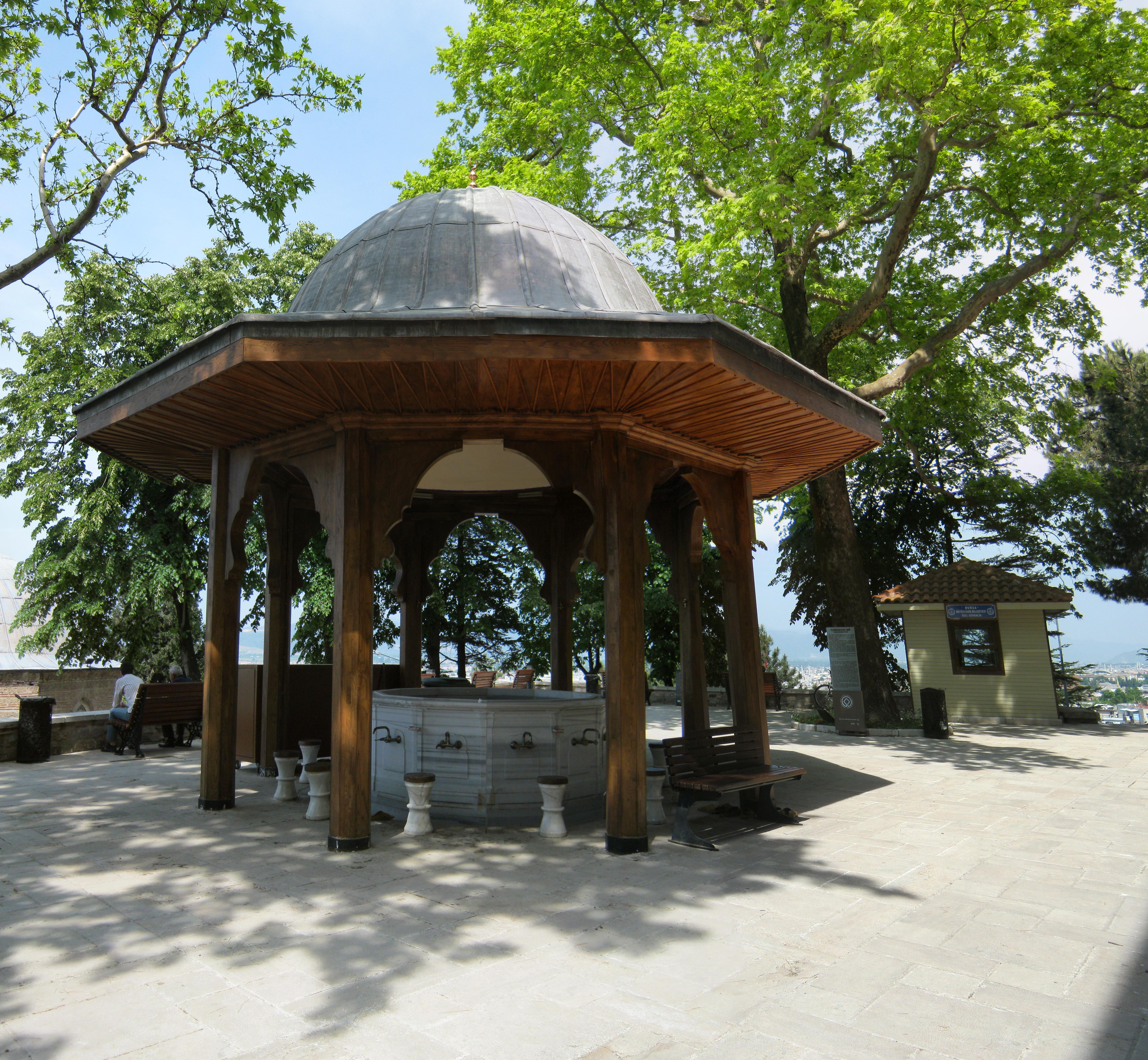
حوض ماء الوضوء خارج المسجد.
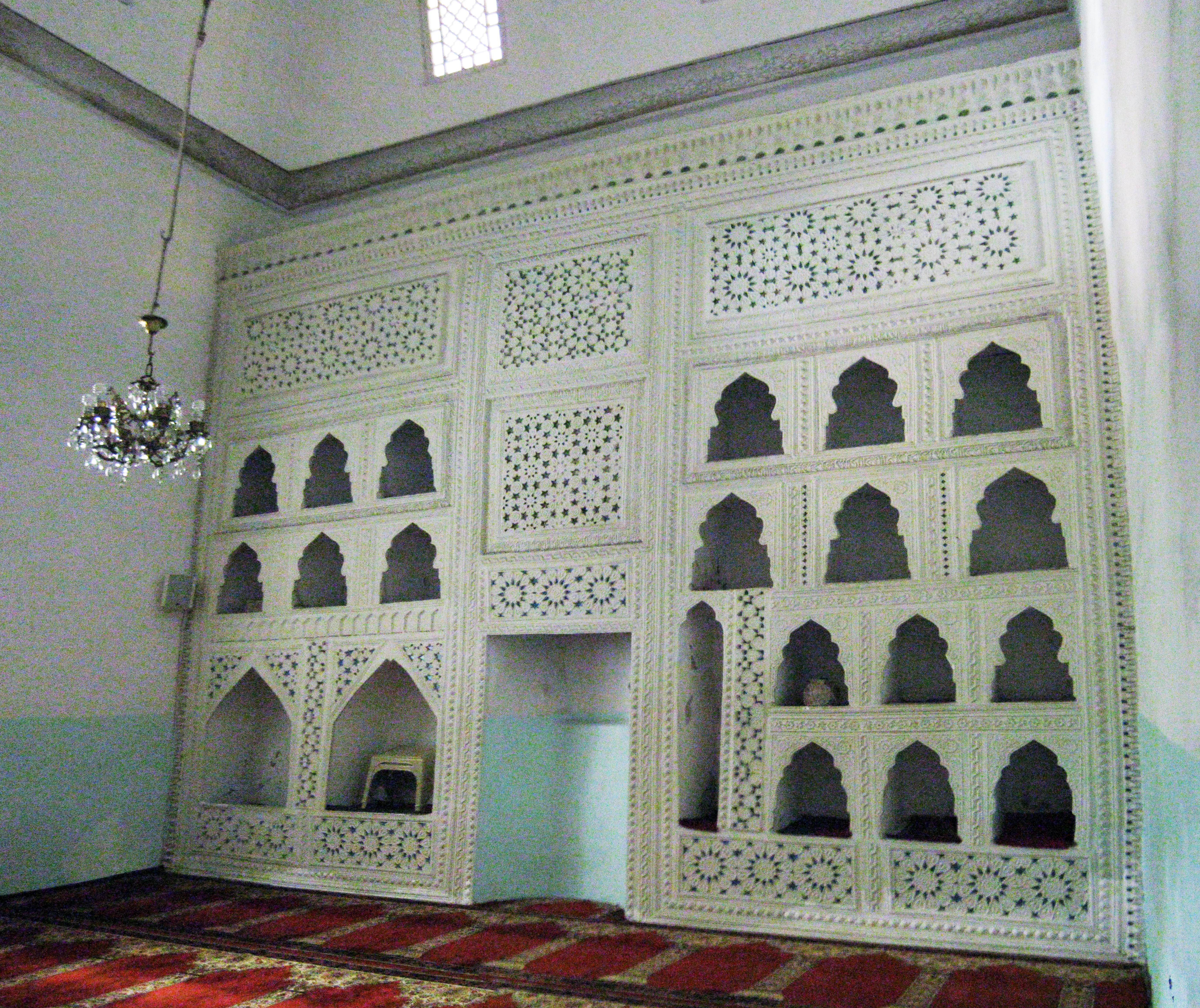
المواقد والخزانة بإحدى الغُرف الأربعة الصغيرة بالجامع.
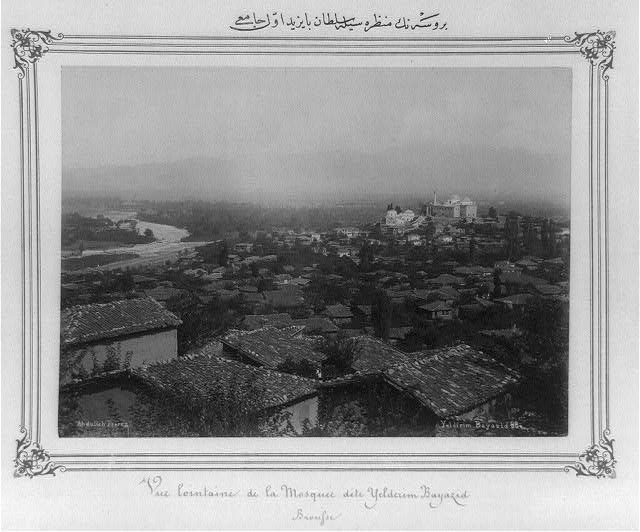
صورة عن بُعد لجامع ييلدرم (1880-1893م).